# 타넨베르크 전투 (1410년)
그룬발드 전투(폴란드어: Bitwa pod Grunwaldem) 혹은 잘기리스 전투(리투아니아어: Žalgirio mūšis) 또는 제1차 타넨베르크 전투(영어: Battle of Tannenberg)는 1410년 폴란드 왕국과 리투아니아 대공국 연합군이 튜턴 기사단과 치른 전투이다.

## 배경
당시 리투아니아는 유럽에 마지막으로 남은 비기독교 국가였다. 그들은 두 기독교 세력과 싸워야 했는데 폴란드와 튜턴 기사단이었다. 튜튼 기사단과 리투아니아는 100여 년 동안 싸움을 벌이게 되었다.
1385년 26세의 나이로 리투아니아의 대공이 된 브와디스와프 2세 야기에우워는 그들의 힘만으로는 둘을 동시에 상대할 수 없다는 결론을 내리고 폴란드와 동맹을 맺었다. 브와디스와프는 1386년 2월 세례를 받고 폴란드 왕국의 여왕 야드비가와 결혼하여 폴란드와 리투아니아를 같이 지배하는 야기에우워 왕조를 세웠다. 이에 튜턴 기사단은 야기에우워가 폴란드의 왕관을 위해 거짓으로 개종했다고 주장하고 계속 공격했다. 야기에우워는 사촌인 리투아니아 대공 비타우타스(Vytautas)와 협정을 맺어 결속을 공고히 했다. 이때 리투아니아군은 1399년 보르스클라 강 전투에서 킵차크 한국에게 대패해 전력이 크게 약화되어 있었으므로, 동맹을 공고히 할 필요가 있었다.
1407년, 기사단장 콘라트가 죽었다. 그는 죽기 직전 그의 동생 울리히를 다음 기사단장으로 지명해선 안 된다고 유언을 남겼다. 그러나 울리히는 결국 기사단장으로 선출되었다. 그는 1409년 대군을 거느리고 폴란드-리투아니아의 요처를 공격했다. 이에 야기에우워는 바로 대응에 나서 튜튼 기사단의 공세를 저지하는 데 성공했다.
일단 휴전 협정이 맺어지고, 그 기간 동안 양군은 최대한 전력을 증강했다. 폴란드-리투아니아 연합군은 헝가리 국왕 지그몬드에게 황금을 보냈다. 지그몬드는 곧 이 연합군을 치지 않겠다는 약속을 했다. 또한 연합군은 보헤미아의 얀 지슈카를 끌여들였다. 1410년 7월 9일, 폴란드-리투아니아 연합군은 프로이센으로 진군하며 엄청난 파괴와 약탈을 자행했다.
그때 울리히 기사단장은 적군이 도브진(Dobrzyn) 쪽으로 접근하리라 파악하고 있었고, 리투아니아군과 폴란드군이 다른 방향에서 들어올 것이라고 대비해 군대를 분리시켜둔 상태였다. 그러나 연합군의 목표는 기사단령의 수도인 마리엔부르크였던 것이다. 기사단은 황급히 최종 방어선인 드레빈츠 강 유역 방어선을 강화했다. 연합군은 드레벤츠 강을 지나기 위해 좀 더 동쪽으로 우회했고, 기사단은 연합군과 평행하게 강을 따라 이동했다. 그러다 강이 급격히 북쪽으로 꺾어지는 지점에서 기사단은 강을 건너 방어적인 대형을 취했다. 튜턴 기사단은 그룬발트 마을 근처에, 연합군은 탄넨베르크 마을에 진을 쳤다. 기사단은 습지로 둘러싸인 지점을 얻을 수 있었다. 연합군은 5마일을 이동했고, 숲에 병력을 매복시킬 수 있는 지점을 손에 넣었다.

## 경과
울리히 기사단장은 요가일라에게 검 2자루를 보내어 도전을 요청했다. 리투아니아 기병이 선제 공격을 감행하였다. 튜턴 기사단군은 사정거리 안에 들어서자 석궁과 활을 발사했다.
리투아니아 기병들은 적지 않은 피해를 입었다. 튜턴 기사단은 이날 분전했고 얼마 안 되어 리투아니아 기병대가 패주했다. 기사들은 리투아니아 기병들을 추격했다. 추격 와중에 기사단의 전열이 흐트러졌다. 그러나 폴란드군은 좌측면이 노출될 위험에도 그대로 전진해 기사단과 전투에 들어갔다. 전투가 한창인 와중에 폴란드의 왕기가 기사단의 손에 들어갔다.
기사단은 이 전투에서 승리했다고 크게 기세를 올렸지만, 요기일라는 후방에 있었다. 얼마 안 되어 폴란드군이 다시 적을 밀어붙여 왕기를 탈환하자 다시 치열한 접전이 계속되었다. 이때 일부 기사단 병력이 폴란드군의 측면과 배후를 위협했지만, 리투아니아군의 일부가 도착해서 약점이 노출되는 것을 저지했다.
그러나 리투아니아 군을 추격하던 기사단은 갑자기 숲에서 폴란드군이 뛰쳐나오고 퇴각하던 리투아니아군이 방향을 돌려 응전하자 크게 기겁했다. 곧 리투아니아 기병의 공격이 개시되어 큰 피해를 입었다.
울리히는 예비대를 투입해 지친 군대와 교대했고, 야기에우오 역시 최후의 예비대까지 투입했다. 울리히는 왕을 노리고 전투에 나섰다. 그러나 리투아니아 군대가 갑자기 나타났다. 추격대를 섬멸한 리투아니아 기병들이 측면의 약점을 파고들자 기사단이 밀리기 시작했다. 곧 기사단의 전열이 과도하게 밀집된 상태에서 폴란드 기병들이 기사단의 군대를 돌파하는 데 성공했고 마침내 기사단의 전열이 와해되었다.

## 영향
이 전투의 결과 제1차 토루인 조약이 맺어져 기사단이 사모기티아와 도브리진 지방을 포기하는 것으로 결말이 났지만 기사단의 군사력은 큰 손상을 입었고 뒤이어 권위와 재정 형편도 급속히 약화되기 시작했다. 또한 폴란드가 전쟁을 계속 벌이자 더 이상 버티기 어려워졌고 봉신들이 폴란드에 가담하는 사태가 벌어지자 기사단은 마침내 굴복했다. 1466년 기사단은 제2차 토루인 조약을 맺고 포메른과 비수아 강 양안 및 바르미아(에름란트)의 주교 관할구를 폴란드에 넘겨주었다.
프로이센은 나머지 지역을 계속 보유했으나 그 지역에서 기사단장의 지위는 폴란드 왕의 봉신으로 격하되었다.